# Iglesia de la Concepción (Bogotá)
La Iglesia de Nuestra Señora de la Concepción es un templo de culto católico dedicado a la Virgen María bajo la advocación de la Inmaculada Concepción. Se localiza en el barrio La Candelaria, sector histórico de la ciudad de Bogotá (Colombia) y pertenece a la jurisdicción eclesiástica de la arquidiócesis de Bogotá.
El templo hacía parte del antiguo monasterio de la Concepción, consta de planta rectangular de una sola nave, fue construido entre 1583 a 1595, bajo los parámetros de las construcciones coloniales. Cuenta con dos accesos ubicados en el muro lateral derecho de la nave, que comunican con el exterior, propio de una iglesia perteneciente a un convento de monjas.
Por su significado histórico, valor arquitectónico y cultural, el templo, fue declarado Monumento Nacional en 1975.

## Historia

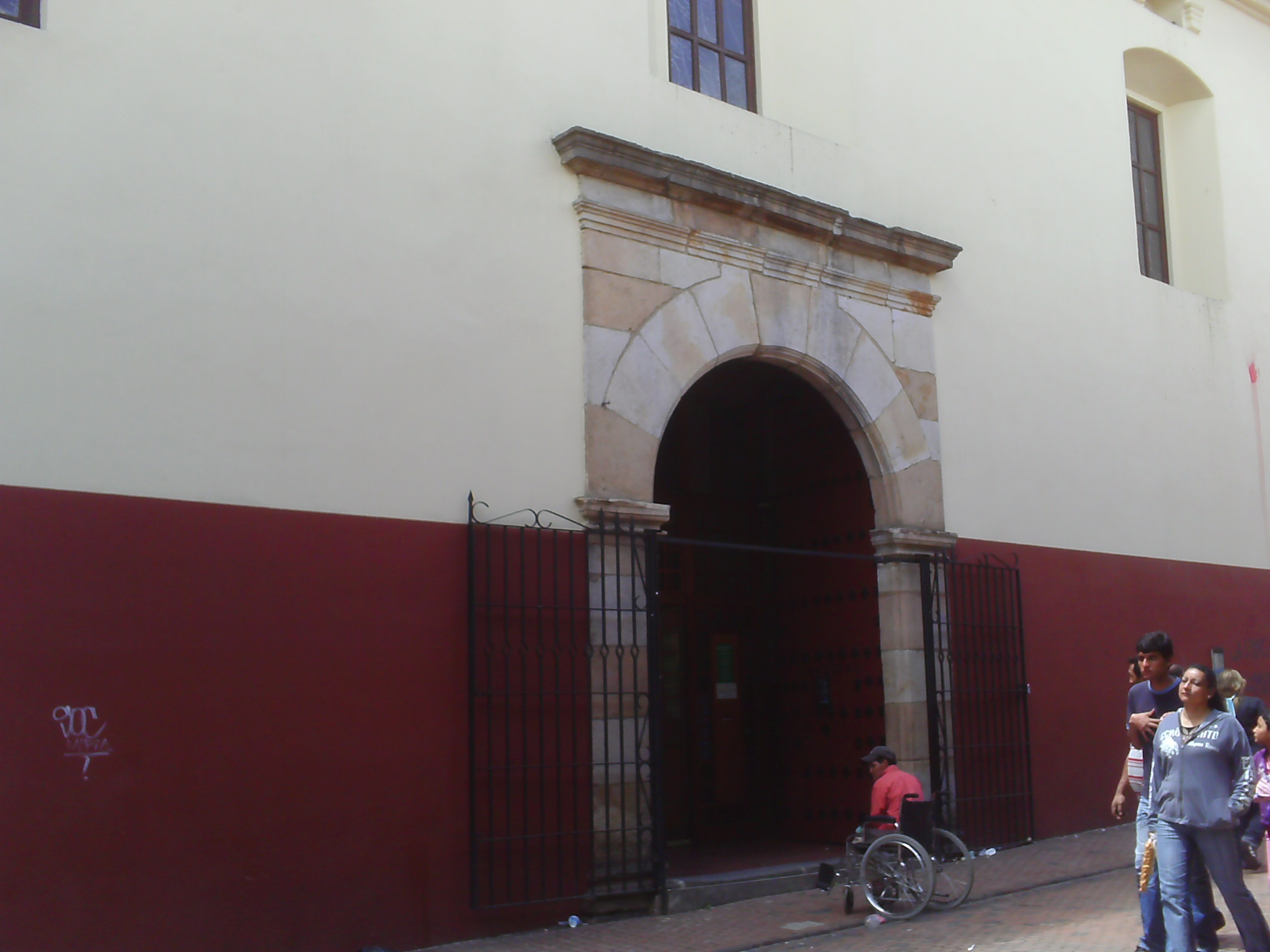
Una de las entradas a la iglesia.

El actual templo de la Concepción que ocupa el sitio comprendido en la calle 10 entre las carreras 9 y 10 cerca a la plaza y a espaldas de la antigua cárcel de la ciudad, hacía parte del antiguo monasterio, que según varias versiones, fue el primer convento que se estableció en Bogotá, fundado por el mercader de ultramarinos Luis López Ortiz en 1583. En septiembre de ese mismo año se colocó la primera piedra del templo.
En 1586, López Ortiz, quien fuera junto con Cristóbal Rodríguez Cano el patrocinador de la obra, contrata con Juan Sánchez García el trabajo en madera del templo. También sirvieron para adornar el templo el artesonado que donó Juan Díaz Jaramillo luego de rescatarlo después que una creciente del río Bogotá, destrozara su lujosa residencia en 1581, ubicada en Tocaima, realizada con artistas y materiales provenientes de Sevilla. En 1595 fue bendecido el templo, y en el mismo año ingresaron a las aulas las primeras religiosas.
Posiblemente por falta de rigor constructivo solo veintidós años después de la inauguración del templo y el convento, en 1617, la iglesia se hallaba en mal estado que amenaza ruina, por lo cual, la Real Audiencia contrata al arquitecto Juan Bautista Coluchini para que realizara una inspección técnica del edificio. Se resuelve entonces reemplazar toda la cubierta y parte de los muros. No se sabe sin embargo si fueron estas intervenciones o las que se realizaron en 1785 luego del terremoto que afectó a la ciudad, las que cambiaron notoriamente el espacio interior del templo, particularmente en la falsa cubierta de la nave y los coros, los cuales debieron ser originalmente de estilo mudéjar como claramente se describe en el contrato para la construcción de la techumbre realizado entre López Ortiz y Sánchez García en 1586. En 1663, el convento obtuvo fondos de la Corona española para que continuara las obras de construcción. Fue entonces cuando se construyó la torre de la iglesia, la cual quedaría seriamente afectada luego del terremoto de 1967 y que sería demolida dos años más tarde por disposición de la Alcaldía Distrital.
Además, el terremoto de 1785 pone en evidencia la mala calidad constructiva que caracterizó a la iglesia desde sus primeros días. Por ejemplo, a este propósito escribe el maestro mayor de carpintería Jerónimo Poveda después de su rigurosa inspección del edificio:

“(...) hallé que casi por milagros se mantiene aquella obra en pie, y no haberse arruinado enteramente al tiempo del terremoto, así por haber quedado desde un principio muy mal construida, como por ser lo más de su fábrica obra de colgadizo, sujeta a más pronta ruina y estar lo más muy maltratado (...)”.

Finalmente y como muestra de lo poco afortunado que ha sido la historia de este antiguo templo, escribe Pedro María Ibáñez:

“En los últimos años con indecible mal gusto cambiaron el sagrario del altar mayor, que era dorado y armónico con la ornamentación de la iglesia, por una obra de madera sin mérito artístico ni histórico. Destruyeron los coros para ampliar el templo, y se llevaron a cabo otras reparaciones que no alcanzaron a borrar el carácter colonial del edificio (...). El convento fue rematado por fragmentos, en los cuales se han construido algunos edificios particulares de gusto moderno. Anexo a la iglesia, en la calle 10 se ha construido recientemente un edificio que sirve de habitación a los Padres Capuchinos. Un amplio camarín que había en la carrera 9, fue destruido con acierto por los años de 1874”.

## Descripción

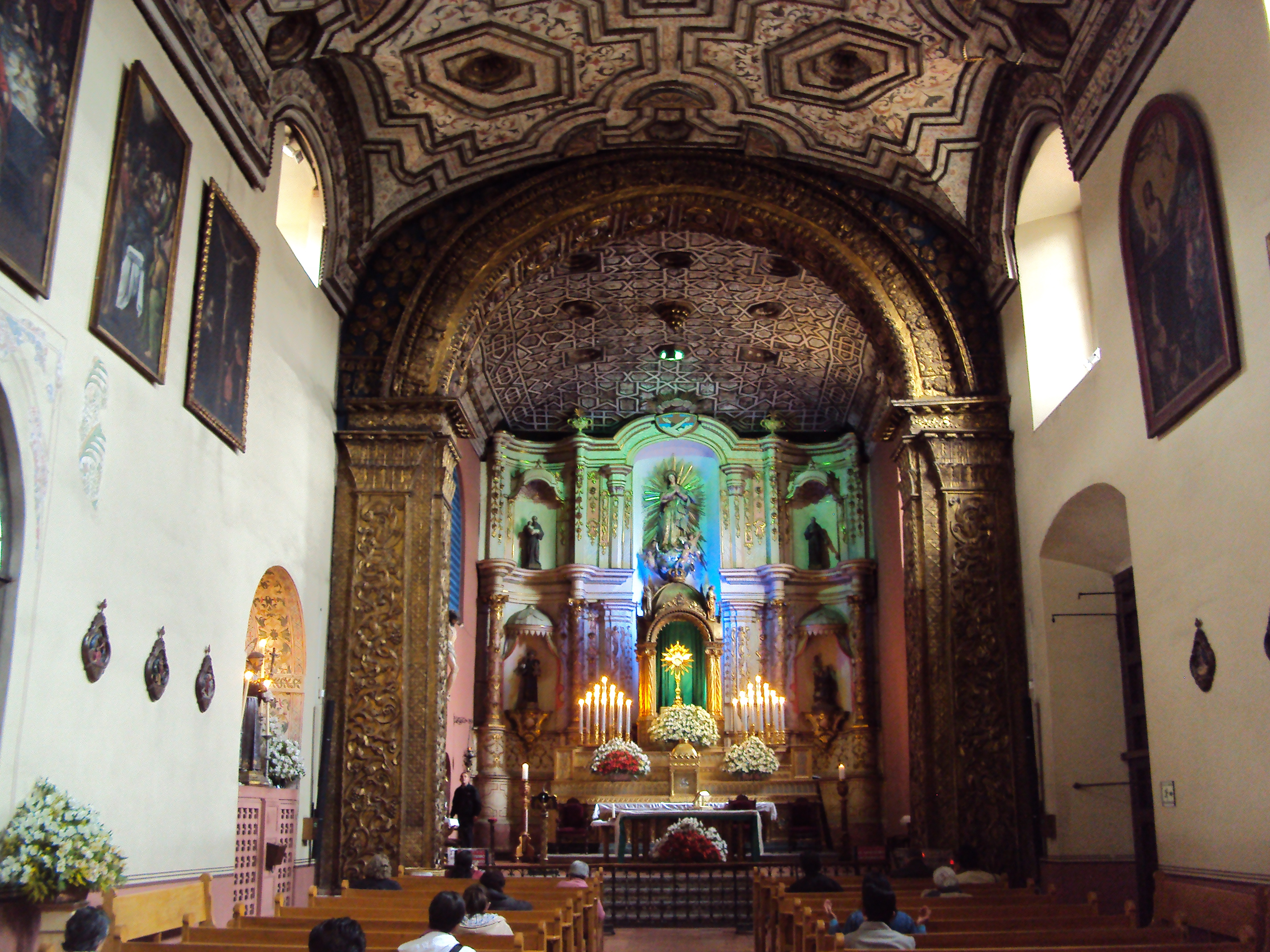
Interior de la iglesia.

La Iglesia es de tipo conventual, conformada por una sola nave de planta rectangular, tiene 11.5 m de ancho por 42 m de largo. En su interior se distingue el presbiterio, el coro (recortado) y sotocoro. El mayor atractivo del templo se halla en la zona del presbiterio, comenzando con el arco toral, el cual está enjoyado por una ronda de querubines en el intradós y tallas en madera a sus costados, todo cubierto con laminilla de oro.
El retablo no corresponde al original y, además de su reciente fabricación, ha sido repintado. Otro tanto sucede con el sagrario y el expositorio; este último, es grandes proporciones, tiene un sistema de elevador electromecánico para la custodia y su instalación destruyó la cripta, de la cual sólo se halló la losa que cubría el acceso, mandada hacer por su fundador y con el siguiente texto: «Aquí yace Luis López Ortiz, vecino de esta ciudad, el menor hombre del mundo y en pecados el mayor, esperando la misericordia de Dios».
El artesonado del presbiterio es de gran valor, no solo por la fecha temprana de su realización, sino por la variada policromía que le confieren una serie de motivos florares recuperados luego del proyecto de restauración. La bóveda está hecha en tablones de tamaño irregular, formando compartimientos apartados entre sí por hileras de puntas de diamante. A lo largo y ancho se sitúan tres mocárabes y veneras, y dos pinjantes que se conforman en los centros decorativos de su eje longitudinal.

### Materiales y técnica
Su estructura se halla realizada en mampostería mixta (piedra y ladrillo), con accesos laterales. La cubierta es a dos aguas, siendo en el área de presbiterio más alta, su estructura está realizada en madera rolliza, que fue amarrada con rejos, los cuales en el instante de ser usados eran mojados para que al secarse se templaran.
El arco toral está hecho en mampostería enchapada en madera y yesería. Los muros interiores están hechos en mampostería del aljibe, el cual tiene como característica especial que no manejaba ningún tipo de pega entre sus componentes; se sostiene basándose en el entramado de sus elementos. Dichos muros cuentan con innumerables modificaciones, presentando actualmente un tipo de decorado neoclásico conformado esencialmente por falsas pilastras, arcadas y cornisas.